# كيمياء رياضية
الكيمياء الرياضية هي أحد الفروع البحثية التي تدرس تطبيق الرياضيات الحديثة على الكيمياء؛ حيث تهتم الكيمياء الرياضية في المقام الأول بـالنماذج الرياضية للظواهر الكيميائية. ويطلق على الكيمياء الرياضية أحيانًا كيمياء الحاسوب، ولكن يجب ألا نخلط بين هذا المصطلح ومصطلح الكيمياء الحاسوبية.
وتشمل المجالات الرئيسة لأبحاث الكيمياء الرياضية نظرية المخططات الكيميائية، والتي تتناول الطوبولوجيا، مثل الدراسة التزامر الرياضية وتطوير الواصفات الطوبولوجية أو المؤشرات التي يتم تطبيقها في علاقات البنية-التأثير الكمية، والجوانب الكيميائية لنظرية الزمر، المُطبَّقة في الكيمياء الفراغية والكيمياء الكمية.
ويرجع تاريخ ظهور هذا المنهج إلى القرن التاسع عشر. فقد نشر جورج هيلم في عام 1894 دراسةً بعنوان «مبادئ الكيمياء الرياضية: علم طاقة الظواهر الكميائية». كما ظهرت حديثًا بعض المؤلفات الدورية المتخصصة في هذا المجال مثل ماتش للاتصالات في الرياضيات وكيمياء الحاسوب، والتي صدرت للمرة الأولى عام 1975، ومجلة الكيمياء الرياضية، والتي صدرت للمرة الأولى عام 1987.
ويعتبر كل من المخطط الجزيئي والمؤشر الطوبولوجي النموذجين الرئيسين للكيمياء الرياضية.
وفي عام 2005، أسس ميلان رانديك الأكاديمية الدولية للكيمياء الرياضية (IAMC) في دوبروفنيك (كرواتيا). ويبلغ عدد أعضاء الأكاديمية في جميع أنحاء العالم 82 عضوًا (في عام 2009)، وقد حصل ستة علماء منهم على جائزة نوبل.

## قائمة المراجع
- Molecular Descriptors for Chemoinformatics, by R. Todeschini and V. Consonni, Wiley-VCH, Weinheim, 2009.
- Mathematical Chemistry Series, by D. Bonchev, D. H. Rouvray (Eds.), Gordon and Breach Science Publisher, Amsterdam, 2000.
- Chemical Graph Theory, by N. Trinajstic, CRC Press, Boca Raton, 1992.
- Mathematical Concepts in Organic Chemistry, by I. Gutman, O. E. Polansky, Springer-Verlag, Berlin, 1986.
- Chemical Applications of Topology and Graph Theory, ed. by R. B. King, Elsevier, 1983.
- Topological approach to the chemistry of conjugated molecules, by A. Graovac, I. Gutman, and N. Trinajstic, Lecture Notes in Chemistry, no.4, Springer-Verlag, Berlin, 1977.

## وصلات خارجية
- Journal of Mathematical Chemistry[وصلة مكسورة]
- MATCH Communications in Mathematical and in Computer Chemistry
- International Academy of Mathematical Chemistry